# IPod touch (3e génération)
L’iPod touch (3e génération), également connu sous le nom de iPod touch 3 ou iPod touch 3G est un baladeur numérique modèle de la 3e génération d'IPod touch de la marque Apple. Il succède à l'iPod touch de deuxième génération. Il est commercialisé le 9 septembre 2009.